# Línea 1 (Surbus)

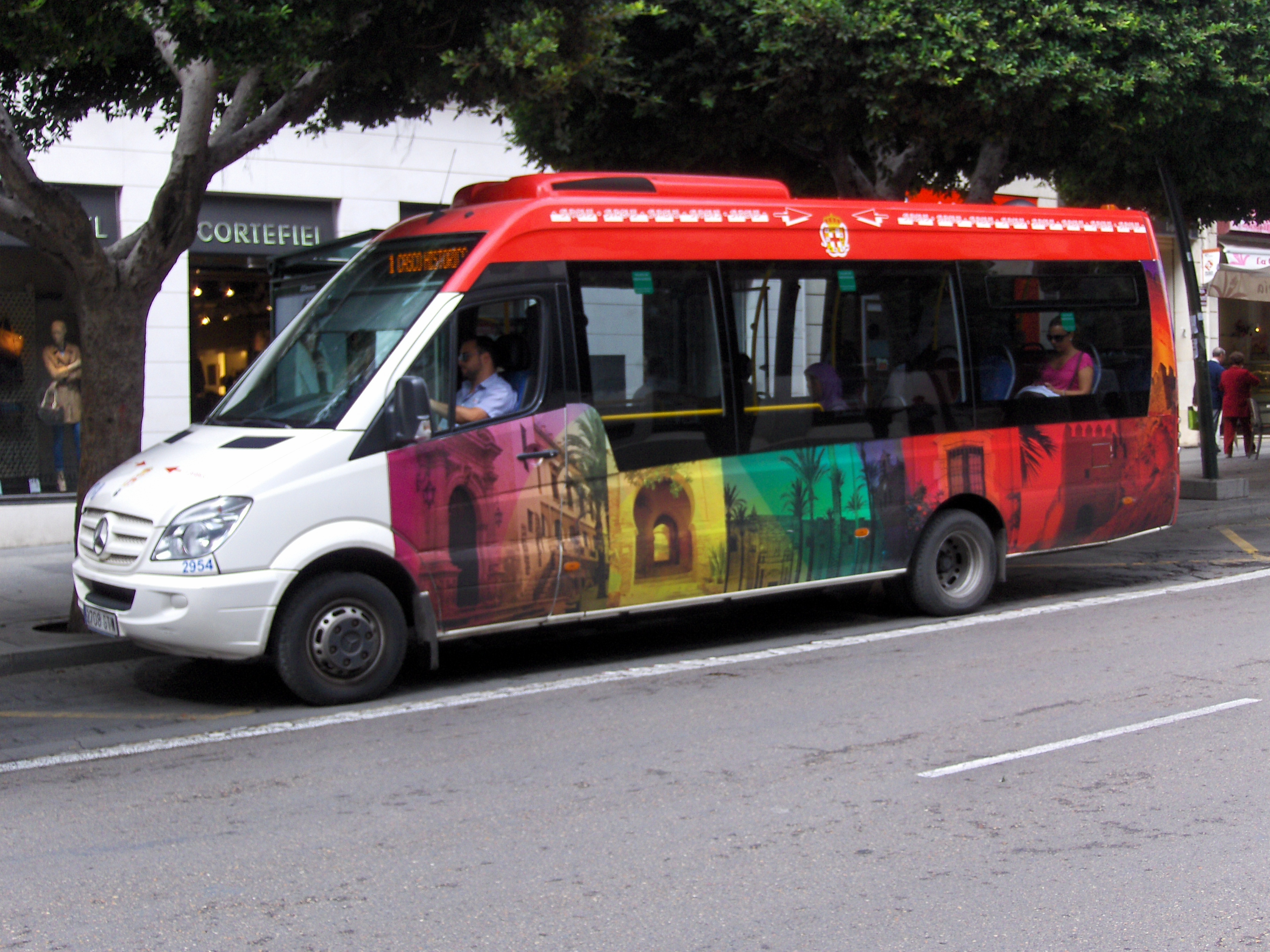
Autobús dando el servicio de la línea 1.

La línea 1 de Surbus, en Almería, une la Puerta de Purchena con la Alcazaba. La línea fue inaugurada el 12 de abril de 2010.

## Características
Esta línea fue planificada para dar servicio a los habitantes del Casco Histórico de Almería, que no disponían de servicios de transporte público debido a la estrechez y sinuosidad de sus calles. Además, así también se da servicio al turista, ya que tampoco había conexiones públicas con el monumento más visitado de la ciudad, la Alcazaba. Sufrió un pequeño cambio de itinerario que entró en funcionamiento a comienzos de septiembre de 2013, quitando una parada del recorrido y sustituyendo otras dos.

### Frecuencias
| de lunes a viernes laborable |        |
| de 7:20 a 22:00              | 20 min |
| sábados laborables           |        |
| de 7:20 a 14:40              | 20 min |
| de 14:40 a 22:00             | 40 min |
| domingos y festivos          |        |
| de 8:00 a 22:00              | 40 min |

### Material móvil
- Tres Mercedes-Benz Sprinter City 65 adaptados para consumo de biodiésel, con 8 asientos estándar, 4 asientos para personas con movilidad reducida y espacio para 13 de pie.[2]

## Recorrido
| Código | Parada                  | Común con: | Otros                            |
| ------ | ----------------------- | ---------- | -------------------------------- |
| 404    | Paseo de Almería, 40    | 2 6 11 18  |                                  |
| 6      | Paseo de Almería, 82    | 2 6 11 18  |                                  |
| 406    | Puerta del Mar          |            |                                  |
| 407    | Paseo San Luis, 7       |            |                                  |
| 408    | C/ La Reina, 17         |            |                                  |
| 409    | Alcazaba de Almería     |            | Junto a la Alcazaba de Almería   |
| 410    | C/ Reducto, 8           |            |                                  |
| 411    | C/ Reducto, 92          |            |                                  |
| ¿?     | C/ Arquímedes           |            |                                  |
| ¿?     | C/ Puerta del Socorro   |            |                                  |
| 412    | La Curva                |            |                                  |
| 413    | C/ Nicolás Salmerón, 40 |            | Junto al Parque Nicolás Salmerón |
| 414    | Fuente los Peces        |            | Junto al Parque Nicolás Salmerón |
| 415    | C/ Nicolás Salmerón, 8  |            | Junto al Parque Nicolás Salmerón |
| 44     | Oliveros                | 7 12 18    | Junto al Cable Inglés            |
| 7      | Stella Maris            | 7 12 18    |                                  |
| 34     | Obispo Orberá           |            |                                  |
| 4      | Puerta Purchena         | 2 6 11 18  | Junto a la Puerta de Purchena    |